# Storgöl (Gladhammars socken, Småland)
Storgöl är en sjö i Västerviks kommun i Småland och ingår i Botorpsströmmens huvudavrinningsområde.